# Episodi de Il cane di papà (terza stagione)
La terza stagione della serie televisiva Il cane di papà è stata trasmessa in anteprima negli Stati Uniti d'America dalla NBC tra il 22 settembre 1990 e l'11 maggio 1991.
| nº | Titolo originale               | Titolo italiano | Prima TV USA      | Prima TV Italia |
| -- | ------------------------------ | --------------- | ----------------- | --------------- |
| 1  | A Flaw Is Born                 |                 | 22 settembre 1990 |                 |
| 2  | Harry's Excellent Adventure    |                 | 29 settembre 1990 |                 |
| 3  | There's No Accounting          |                 | 6 ottobre 1990    |                 |
| 4  | Barbara the Mom                |                 | 13 ottobre 1990   |                 |
| 5  | The Tortoise & the Harry       |                 | 20 ottobre 1990   |                 |
| 6  | Mad About the Boy              |                 | 27 ottobre 1990   |                 |
| 7  | Honey, I Shrunk Laverne        |                 | 3 novembre 1990   |                 |
| 8  | The Boy Next Door              |                 | 10 novembre 1990  |                 |
| 9  | A Family Affair                |                 | 17 novembre 1990  |                 |
| 10 | Someone to Watch Over Me       |                 | 24 novembre 1990  |                 |
| 11 | Harry Knows Best               |                 | 8 dicembre 1990   |                 |
| 12 | Whenever I Feel Afraid         |                 | 15 dicembre 1990  |                 |
| 13 | A Shot in the Dark             |                 | 5 gennaio 1991    |                 |
| 14 | Sucking Up Is Hard to Do       |                 | 19 gennaio 1991   |                 |
| 15 | The Man That Got Away          |                 | 26 gennaio 1991   |                 |
| 16 | The Mentor                     |                 | 2 febbraio 1991   |                 |
| 17 | The Dog Who Knew Too Much      |                 | 9 febbraio 1991   |                 |
| 18 | Guess Who's Coming to Dinner?  |                 | 16 febbraio 1991  |                 |
| 19 | All About Harry                |                 | 9 marzo 1991      |                 |
| 20 | Drive, He Said                 |                 | 16 marzo 1991     |                 |
| 21 | The Last Temptation of Laverne |                 | 23 marzo 1991     |                 |
| 22 | What's Eating You?             |                 | 13 aprile 1991    |                 |
| 23 | The Cruise                     |                 | 4 maggio 1991     |                 |
| 24 | The Way We Are                 |                 | 11 maggio 1991    |                 |